# J'suis blanc
Singles de Kamini
Marly-Gomont
(2006) Psychostar Show
(2007)
Pistes de Psychostar World
Bien Gamin
(6) Psychostar World
(8)
J'suis blanc est une chanson du rappeur et humoriste français Kamini sortie le 25 mai 2007 sous le label RCA Music Group et Sony Music Entertainment. 2e single extrait de son 1er album studio Psychostar World, la chanson a été écrite par Kamini et produite par Psychostar. Le single se classe dans le top 10 des charts en France.

## Clip vidéo
Le clip vidéo est mis en ligne sur le site de partage YouTube par le compte du rappeur Kamini. D'une durée de 3 minutes et 40 secondes, la vidéo montre la vie de Kamini depuis que son épiderme a blanchi. 

## Liste des pistes
CD-Single
1. J'suis blanc - 3:20

## Classement par pays
| Classement (2007)                       | Meilleure position |
| --------------------------------------- | ------------------ |
| Suisse (Schweizer Hitparade)            | 62                 |
| France (SNEP)                           | 7                  |
| Belgique (Wallonie Ultratop 50 Singles) | 14                 |